# Robledillo de Gata (kommunhuvudort)
Robledillo de Gata är en kommunhuvudort i Spanien.   Den ligger i provinsen Provincia de Cáceres och regionen Extremadura, i den centrala delen av landet, 230 km väster om huvudstaden Madrid. Robledillo de Gata ligger 575 meter över havet och antalet invånare är 150.
Terrängen runt Robledillo de Gata är huvudsakligen kuperad. Robledillo de Gata ligger nere i en dal. Runt Robledillo de Gata är det glesbefolkat, med 15 invånare per kvadratkilometer. Närmaste större samhälle är Torrecilla de los Ángeles, 9,5 km sydost om Robledillo de Gata. I omgivningarna runt Robledillo de Gata växer i huvudsak barrskog.